# Яблоков, Николай Александрович
Николай Александрович Яблоков — советский государственный деятель.

## Биография
Родился 10 апреля 1930 года в городе Плёс Ивановской области.
В 1949 году окончил среднюю школу и поступил в Московский институт инженеров железнодорожного транспорта. Затем, окончив его с диплом инженера-строителя, работал в институте «Ярославгражданпроект», в тресте «Яргоржилстрой», в СМО «Гражданстрой». С 1972 года по 1980 год работал председателем Ярославского горисполкома. Деятельность Яблокова на этом посту газетой «Северный край» была оценена положительно.
Умер 5 ноября 2008 года.

## Награды
- Два ордена Трудового Красного Знамени[1]
- Звание «Заслуженный строитель Российской Федерации»[1]
- Медали[1]